# Canoagem nos Jogos Olímpicos de Verão de 2016 - Slalom C-1 masculino
A competição do slalom C-1 masculino  da canoagem nos Jogos Olímpicos de Verão de 2016 realizou-se nos dias 7 e 9 de agosto no Estádio de Canoagem Slalom.

## Calendário
Horário local (UTC-3)
| Dia         | Horário | Fase       |
| ----------- | ------- | ---------- |
| 7 de agosto | 13:30   | Preliminar |
| 9 de agosto | 13:30   | Semifinal  |
| 9 de agosto | 15:16   | Final      |

## Medalhistas
| Ouro   | FRA Denis Gargaud Chanut |
| Prata  | SVK Matej Beňuš          |
| Bronze | JPN Takuya Haneda        |

## Resultados
| Pos.              | Canoísta                 | Preliminar | Preliminar | Preliminar | Preliminar | Preliminar | Preliminar | Semifinal   | Semifinal   | Semifinal   | Final       | Final       | Final       |
| Pos.              | Canoísta                 | Descida 1  | Pen.       | Descida 2  | Pen.       | Melhor     | Ordem      | Tempo       | Pen.        | Ordem       | Tempo       | Pen.        | Ordem       |
| ----------------- | ------------------------ | ---------- | ---------- | ---------- | ---------- | ---------- | ---------- | ----------- | ----------- | ----------- | ----------- | ----------- | ----------- |
| Medalha de ouro   | FRA Denis Gargaud Chanut | 102.03     | 4          | 93.48      | 2          | 93.48      | 2          | 98.06       | 0           | 3           | 94.17       | 0           | 1           |
| Medalha de prata  | SVK Matej Beňuš          | 95.05      | 0          | 96.78      | 6          | 95.05      | 6          | 100.68      | 0           | 8           | 95.02       | 0           | 2           |
| Medalha de bronze | JPN Takuya Haneda        | 98.69      | 2          | 94.58      | 0          | 94.58      | 5          | 98.84       | 0           | 6           | 97.44       | 0           | 3           |
| 4                 | CZE Vítězslav Gebas      | 109.92     | 4          | 102.78     | 0          | 102.78     | 14         | 98.77       | 0           | 5           | 97.57       | 0           | 4           |
| 5                 | GER Sideris Tasiadis     | 100.47     | 2          | 92.23      | 0          | 92.23      | 1          | 95.63       | 0           | 1           | 97.90       | 2           | 5           |
| 6                 | SLO Benjamin Savšek      | 99.69      | 4          | 94.36      | 0          | 94.36      | 4          | 98.70       | 0           | 4           | 99.36       | 4           | 6           |
| 7                 | USA Casey Eichfeld       | 100.02     | 2          | 101.23     | 0          | 100.02     | 12         | 101.23      | 2           | 10          | 99.69       | 4           | 7           |
| 8                 | ESP Ander Elosegi        | 97.33      | 2          | 102.39     | 2          | 97.33      | 8          | 97.93       | 0           | 2           | 101.27      | 4           | 8           |
| 9                 | POR José Carvalho        | 111.01     | 4          | 99.18      | 4          | 99.18      | 11         | 101.04      | 0           | 9           | 105.74      | 4           | 9           |
| 10                | GBR David Florence       | 94.11      | 0          | DNS        | –          | 94.11      | 3          | 99.36       | 0           | 7           | 109.00      | 4           | 10          |
|                   |                          |            |            |            |            |            |            |             |             |             |             |             |             |
| 11                | AUS Ian Borrows          | 97.40      | 0          | 151.77     | 52         | 97.40      | 9          | 101.32      | 0           | 11          | Não avançou | Não avançou | Não avançou |
| 12                | POL Grzegorz Hedwig      | 96.67      | 0          | 97.72      | 2          | 96.67      | 7          | 102.70      | 4           | 12          | Não avançou | Não avançou | Não avançou |
| 13                | RUS Alexander Lipatov    | 101.78     | 0          | 98.72      | 4          | 98.72      | 10         | 104.69      | 0           | 13          | Não avançou | Não avançou | Não avançou |
| 14                | CHN Shu Jianming         | 110.19     | 4          | 100.68     | 2          | 100.68     | 13         | 108.73      | 0           | 14          | Não avançou | Não avançou | Não avançou |
|                   |                          |            |            |            |            |            |            |             |             |             |             |             |             |
| 15                | CAN Cameron Smedley      | 104.93     | 4          | 104.83     | 4          | 104.83     | 15         | Não avançou | Não avançou | Não avançou | Não avançou | Não avançou | Não avançou |
| 16                | BRA Felipe Borges        | 122.30     | 14         | 105.14     | 0          | 105.14     | 16         | Não avançou | Não avançou | Não avançou | Não avançou | Não avançou | Não avançou |
| 17                | ARG Sebastián Rossi      | 108.81     | 8          | 155.70     | 52         | 108.81     | 17         | Não avançou | Não avançou | Não avançou | Não avançou | Não avançou | Não avançou |
| 18                | SEN Jean-Pierre Bourhis  | 110.94     | 2          | 109.27     | 2          | 109.27     | 18         | Não avançou | Não avançou | Não avançou | Não avançou | Não avançou | Não avançou |
| 19                | LIB Richard Merjan       | 120.20     | 6          | 121.67     | 12         | 120.20     | 19         | Não avançou | Não avançou | Não avançou | Não avançou | Não avançou | Não avançou |